# 星たちの息子
『星たちの息子』(ほしたちのむすこ、フランス語: Le fils des étoiles) は、エリック・サティが作曲した劇音楽。1891年にサール・ぺラダン作の神秘劇「星たちの息子」のために作曲された。本来はフルート (複数) とハープ (複数) のための作品だが、この版の楽譜は現存しない。のちにサティ自身がピアノ独奏用に編曲した版だけが残されており、もっぱら後者が演奏されている。
演奏会で演奏されること自体まれで多くの場合は録音にとどまるが、その場合でも多くは、各幕への前奏曲 (『《星たちの息子》への3つの前奏曲』) のみが演奏され、全曲版が演奏・録音される機会は少ない。

## 概要
全部で3幕 (第1幕「天職」第2幕「秘法伝授」第3幕「呪文」) から成っており、各幕には前奏曲がついている。全曲版は、『ヴェクサシオン』を除けばサティが書いた作品の中で最も演奏時間の長い作品である。
初演時のポスターには「エリック・サティのハーモニックな組曲つき”サール・ペラダンによるワグネリー・カルディエンヌ”《星たちの息子》」の
見出しがつけられていた。秋山邦晴によると、ワグネリー・カルディエンヌ (フランス語: Wagnérie kaldéenne) とは「ワーグナー風占星術」という意味である。本質的な音楽的要素は前奏曲に集約されており、各幕の音楽のほとんどの部分は、前奏曲に現れるモティーフを繰り返すことで構成されている。
全曲版の第1幕の終わり近くでは、『グノシエンヌ第3番』によく似たフレーズが現れる。この部分の音楽は後に、2台のピアノのための『梨の形をした3つの小品』 の1曲目「はじまりのようなもの」に再利用されている。

## 聖堂と聖杯のカトリック・薔薇十字会

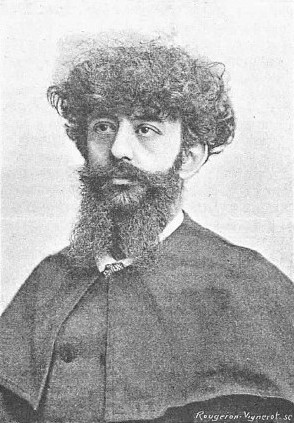
ジョゼファン・ペラダン(1893年撮影)

「星たちの息子」の原作者サール・ペラダンは、フランス出身のオカルティストである。本名をジョゼフ・ペラダンと言い、1858年にリヨンに生まれた。後に自らジョゼファン・ペラダンを名乗るようになった。父親の名前はアドリアン・ペラダンである。
19世紀末の西ヨーロッパではオカルト趣味が大流行していた。当時は、カトリック教会の教義を援用しながら、オカルト的なその分派を作ったり、芸術活動を行うことはそれほど珍しいことではなく、アドリアンもまた「我らの主イエス・キリストの左肩の傷」という名の教団を作って運営していた。また、この頃には、薔薇十字の名前を冠したオカルト団体が大量に生まれていた。
熱烈なワグネリアンだったペラダンがバイロイトに赴いた際、ワーグナーはペラダンの神秘主義に関する知識の豊富さに打たれ、ペラダンと交際するようになった。
1885年、ペラダンは神秘主義小説『至高の悪徳』を刊行し、この本を携えてパリに戻った。この小説はある程度は評判になった作品で、サティも『至高の悪徳』を愛読していた。
この小説に興味を示した1人がスタニスラス・ド・ガイタである。ガイタはペラダンと共に「薔薇十字カバラ会」を設立、ペラダンは同会の美学部長を務めた。
しかし、ガイタは筋金入りのカバリストであったのに対して、ペラダンはいかがわしい日和見主義者だった。
ペラダンは教義をめぐってガイタと仲たがいし決裂、分派を作る。ペラダンは、”霊体”による叙階によってカルデアの僧たちからサール・メドラクという宗名を授けられたと主張、サール・ペラダンを名乗るようになった。
1890年、ペラダンは自身の宗教こそが正統ローマ・カトリックであると主張し、「7人組」(アントワーヌ・ド・ラ・ロシュフーコー伯爵や詩人のサン=ポル・ルーら) と共に新たな教団「聖堂と聖杯とカトリック・薔薇十字会」を結成する。
結成と同じ年、サティはペラダンの「薔薇十字会」に入会、教団公認の作曲家 (専属作曲家兼同教団聖歌隊長) になり、1892年までの間に「薔薇十字会」のために4曲 (『薔薇十字教団の最初の思想』『薔薇十字教団のファンファーレ』『星たちの息子』『救いの旗のための頌歌』
) を書いた。
しかし、サティはペラダンの専横に我慢できず、1892年8月、『ジル・ブラース』紙上に公開絶縁状を公表し、「薔薇十字会」と手を切った。
代わって、サティは自分のアパート内に「主イエスに導かれる芸術のメトロポリタン教団」という教団を設立し、自らその司祭兼聖歌隊長を名乗った。当然のことながら、この「メトロポリタン教団」の信者はサティ1人しかいない。

## 曲の構成

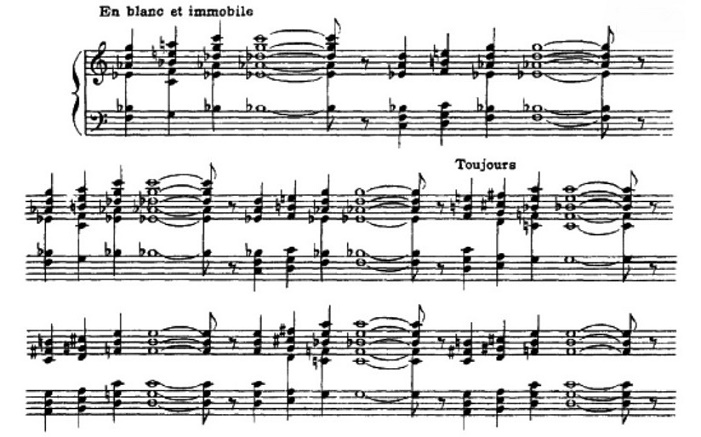
『星たちの息子』の冒頭部。4度堆積和音、並行4度で成り立っていることがよくわかる。

前述のように『星たちの息子』のうち、音楽的に重要な要素は前奏曲に集約されている。『《星たちの息子》への3つの前奏曲』は、以下の3曲からなっている。
第1幕への前奏曲「天職――装飾的な主題・バビロンのカルディアの夜」
第2幕への前奏曲「秘法伝授――装飾的な主題・大寺院の地下大広間」
第3幕への前奏曲「呪文――装飾的な主題――パテシ・ゴデアの宮殿のテラス」
「天職」その他の題名は、ペラダンの戯曲の各幕のタイトルである。楽譜には、「白く、そして不動に」「じっと動かずに」「蒼ざめた、そして司祭のように」「遠くから自分を見つめて」「苛立たないで」「自己の存在を無視して」というかなり風変りな指示が書かれている。この種の風変わりな指示は既に『グノシエンヌ』で始まっていたものである。
『星たちの息子』の音楽には、4度堆積、並行4度の和音が頻繁に使われており、シェーンベルクが復活させるよりも10年以上早い使用例としてしばしば言及される。

## 『星たちの息子』vs『グノシエンヌ』vs『梨の形をした3つの小品』
『星たちの息子』の第1幕後半に現れる音楽が『梨の形をした3つの小品』の第1曲「始まりのようなもの」に転用されていることは疑いようのない事実だが、そこに至るまでの経緯は不明瞭である。
『梨の形をした3つの小品』第1曲「始まりのようなもの」には楽譜の隅に小さく、《星たちの息子》1891年から抜粋したグノシエンヌ、と注釈が印刷されていることが知られている。このことから、『星たちの息子』とは別にグノシエンヌと題した作品が書かれ、それが『星たちの息子』や『梨の形をした3つの小品』に転用されたのではないかと類推する人がいる。
サティが生前にグノシエンヌの題名を付けて出版した作品は『3つのグノシエンヌ』(グノシエンヌ第1番から第3番まで) のみで、第4番から第6番までは、サティの死後、ロベール・キャビ―が草稿から発見して1968年に出版した際に勝手に命名されたものにすぎず、自筆譜には「グノシエンヌ」の題名は書かれていない。また、これまで知られている6曲のグノシエンヌには、『梨の形をした3つの小品』第1曲に相当する音楽は含まれていない。
『星たちの息子』第1幕から相当する部分だけ抜き出して、「グノシエンヌ第7番」と称してピアノ独奏曲として演奏されることがあるが、サティの自筆譜にはそのような曲を独立して書いたことを示す形跡は発見されていない。

## 作曲時期
1891年12月に作曲されたようだが、手稿譜には日付が書かれていないので正確な作曲経過はわからない。ただし、手稿譜には作曲家協会の受付印1892-05-23が押されている。

## 初演

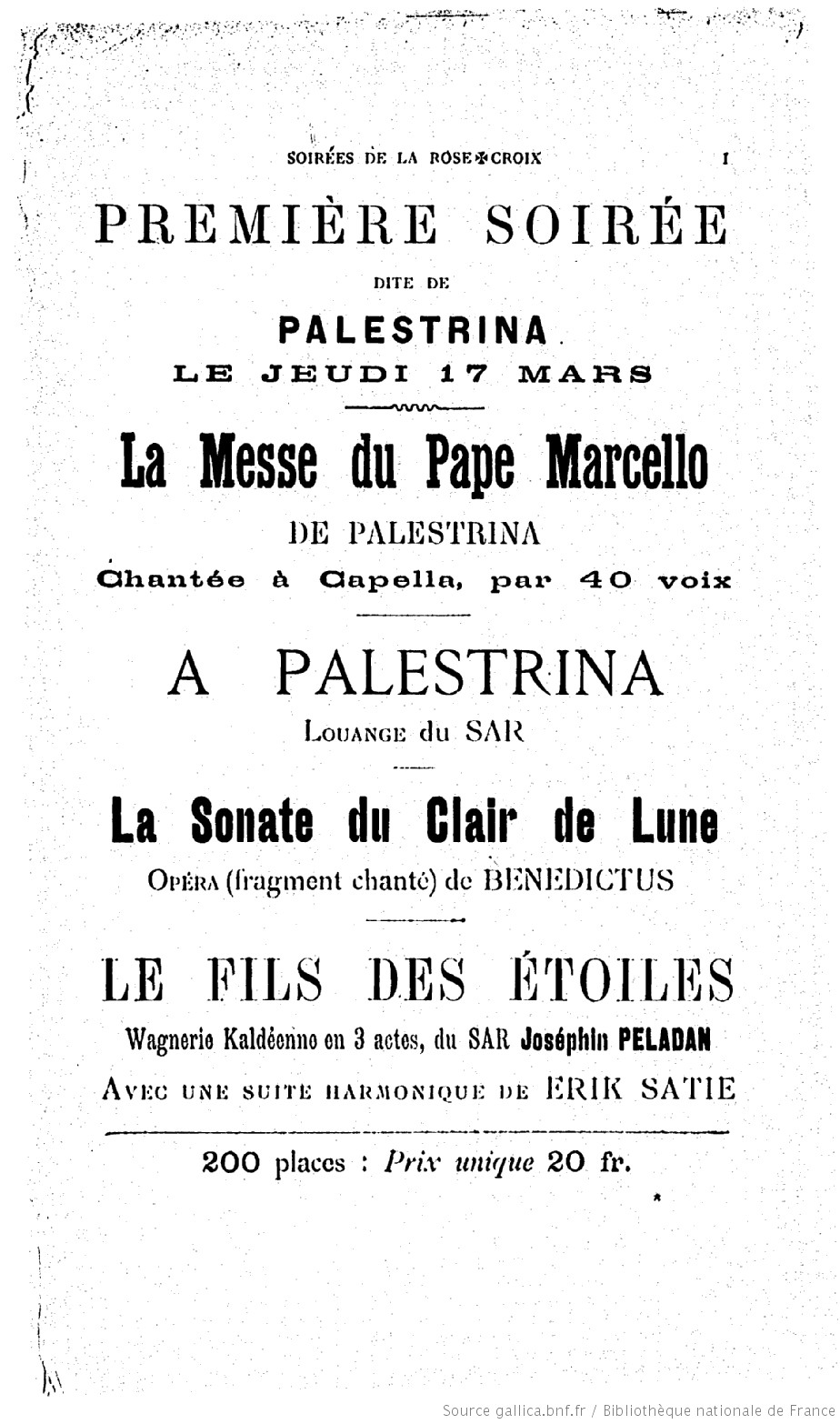
初演時のプログラム。『星たちの息子』に先だって、パレストリーナの『教皇マルチェルスのミサ曲』が演奏されている。

1892年3月17日、パリのデュラン=リュエル画廊で初演された。
初演時の楽器編成には異論がある。『星たちの息子』が当初、ハープとフルートのための作品として書かれたことは間違いないが、実際の初演時にはサティがピアノかハーモニウムで演奏したのではないかという推測がある。その理由は、冒頭の4度の和音をハープで演奏することは実際には不可能だからである。
オープニングにはサティによる『薔薇十字教団のファンファーレ』が演奏されている。記録によると、初演時には複数本のトランペットで演奏されたという。

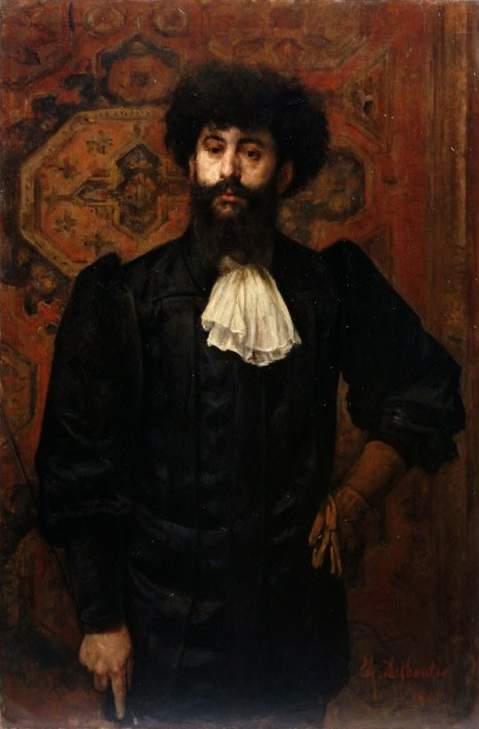
マルスラン・デブータンによるペラダンの肖像画

なお、神秘劇『星たちの息子』の初演時のプログラムには「エリック・サティがフルートとハープのために三つの前奏曲を作曲した。すぐれて東洋風なこれらの曲は、各幕のはじめに、観客がやがて見るはずの情景のために彼らの神経を準備する」と書かれており、初演時に演奏されたのは各幕への前奏曲のみである。
当然のことながら、4度和音、4度の並行和音の響きは、当時の聴衆の耳には相当違和感があり、音楽は「聴衆の頭を飛び越えて遠くに行ってしまい、氷のように冷たい静寂が流れた」とある。初演はされたもののサティの音楽が聴衆や音楽家、批評家の注目を浴びることはなかった。
その後の演奏状況はよくわからないが、1911年1月16日に独立音楽家協会の演奏会でラヴェルがピアノ版の前奏曲を弾いたことがわかっている。

### 全曲版の初演
CD録音による世界初演は、クリストファー・ホッブスによって1989年に行われた。公開演奏による世界初演は、1989年10月22日、インスブルックのノイルム、プファル教会 (Pfarrkirche) において、クリストファー・ホッブスのピアノ演奏による。全曲版の日本初演は、2012年に高橋悠治が行った。

## 出版

### 3つの前奏曲

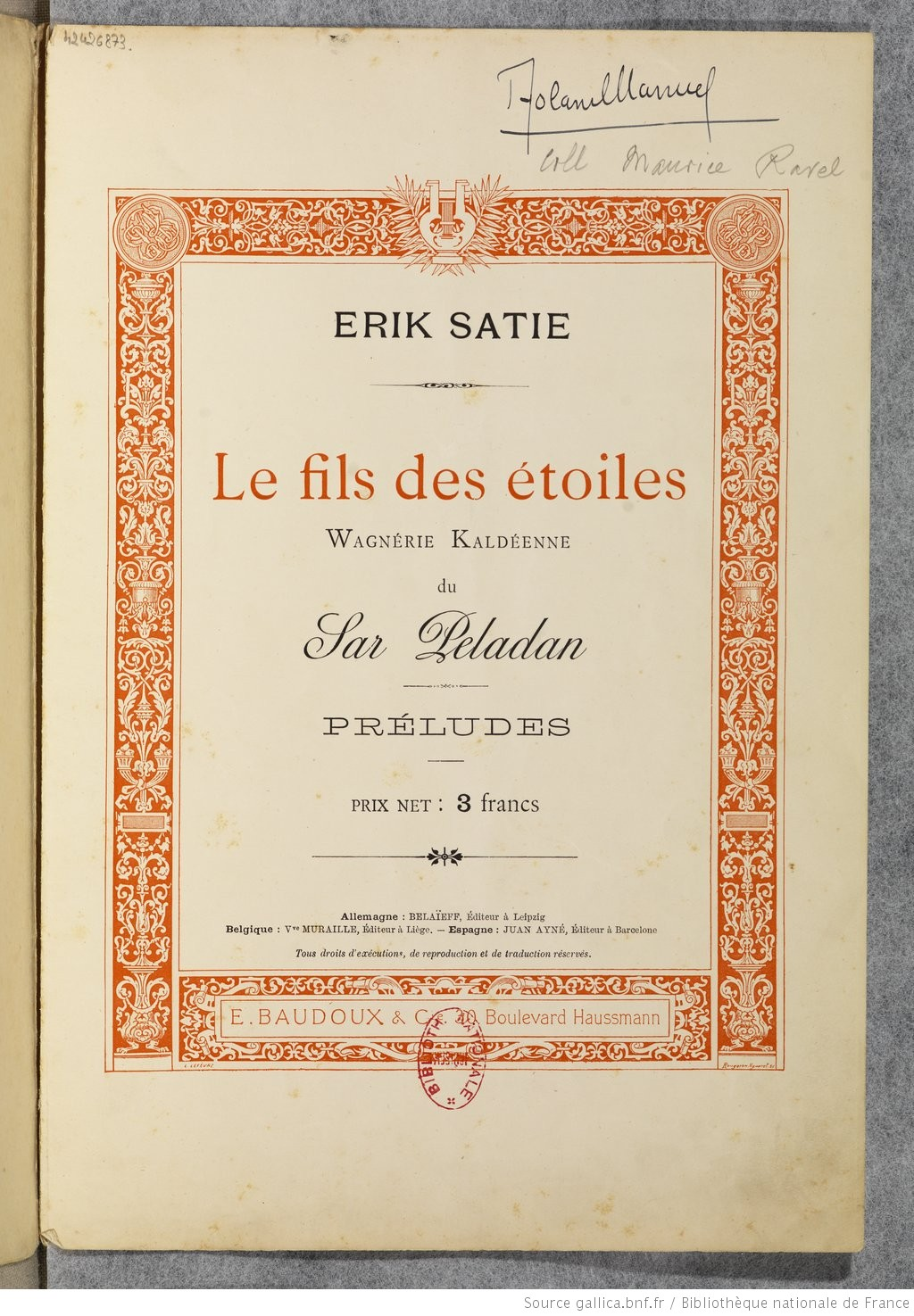
『《星たちの息子》への3つの前奏曲』初版の楽譜の表紙

サティの生前に出版されたのは3つの前奏曲のみで、1896年にBaudouxから出版された。楽譜全体は赤いインクで印刷されており、小節線や拍子記号は省かれている。
楽譜の最初のページにはサティの手書きによる「献辞」が、次のように印刷されている。
「わが従兄たちのもつ　しきたりへの偏見といったものなしに、

また力ある魔術者たちへの偏見をもつこともなく、私はこの作品を、わが同輩に捧げん。

　このためには、私自身への栄光は与え賜わぬことを乞い

願うものなり。

　見えるもの、見えざるものの創造主たるわが父なる神よ、

　わが同胞のうえに、み恵みを。

　天使たちの王女、救済者たる偉大なる聖母のご庇護を賜わらんことを。

 充ちたりたる魂の至福をうたう使徒たち、聖なるひとたちの栄光の合唱の祈りのごとく、み恵みを。

　神の正しきみ怒りが、

　高慢なる者、邪悪なる者をうち砕き給わらんことを。

							エリック・サティ」

### 全曲版
サティ作曲のピアノのための全曲版の楽譜はロベール・キャビ―が発掘した。キャビ―による校訂版は1973年にパリのサラベール社から出版された。「3つの前奏曲」とは異なり、全曲版には小節線や拍子記号が書かれている。また、全曲版の『星たちの息子』の初演者であるクリストファー・ホッブスは、キャビ―とは別に独自のクリティカル・エディションの楽譜を出版している。一方、ピアニストのシュテフェン・シュライエルマッハ―は2015年に別個に原典版と称する楽譜 (べーレンライター社刊) を出版している。

## 編曲
サティ自身によるピアノ簡約版については既に述べたので繰り返さない。
サティ以外の人物による編曲として、『《星たちの息子》の前奏曲』のラヴェルとロラン・マニュエルによる管弦楽編曲版 (1914年)があげられる。また、『第1幕への前奏曲』の編曲 (1本のフルートと1台のハープ用、1975年編曲) がある。

## 演奏時間
演奏によって若干の幅があるが、全曲版の場合は約70分から80分程度である。「3つの前奏曲」のみの場合は、約11分。

## 録音
『3つの前奏曲』の方は比較的録音が多い。例えば、
- 「高橋アキ サティ・セレクション1 ジムノペディ 薔薇十字の神秘」、UNIVERSAL MUSIC TOCE-8550、高橋アキ
- 「高橋アキ プレイズ エリック・サティ 1」カメラータ CMCD28305、高橋アキ
- 「サティのある部屋」キングレコード　KICC-3526、柴野さつき
- 「サティピアノ独奏曲全集第2集」BIS BISSA2225、小川典子
- 「サティピアノ作品全集」EMI、アルド・チッコリーニ (チッコリーニはサティ全集を2回録音している)
- 「サティ作品集～星たちの息子」フィリップス PHCP-5388、ラインベルト・デ・レーウ（英語版）
- 「Satie Complete Solo Piano Music」Decca 、ジャン＝イヴ・ティボーデ
- 「Satie Complete Piano Works and Songs」Vol.01、Audiophile Classics, Bojan Gorisek

などがある。一方、増加傾向にあるとは言え、全曲版の録音は少ない。
- 「Erik Satie, Le Fils des étoiles 1892 The Complete Score」London Halls docu1、Christopher Hobbs
- 「Satie Piano Music Vol.1 」Musikproduktion Dabringhaus und Grimm、Steffen Schleiermacher
- エリック・サティ「星たちの息子・全曲版」les disques des chainons lddc-002、柴野さつき
- 「星たちの息子」Passcaille PAS965、アレクセイ・リュビモフ
- E.Satie, Complete Piano Music, CD4, Brilliant Classics 95350, Jeroen van Veen（英語版）
- 「E.Satie Complete Piano Works」Vol.2、Grand Piano GP762、Nicolas Horvath（英語版）

### 注
1. ↑  作曲当時サティが入会していた神秘思想の教団「聖堂と聖杯のカトリック・薔薇十字会」の教祖
2. ↑  各幕の題名に定まった日本語訳が用いられているわけではない。秋山『覚え書』p.344.では「天職」「秘法伝授」「呪文」と訳されているが、マルク・ブルデル『エリック・サティ』p.208では「召命」「入信」「呪法」である。
3. ↑  薔薇十字の名がついていても、17世紀に起源のある薔薇十字団とは歴史的な連続性も、思想的な関係性も一切ない団体ばかりである。
4. ↑  もっとも、ブルデルの『エリック・サティ』p.45によると『至高の悪徳』は神秘的エロ小説である。
5. ↑  レエ『エリック・サティ』p.36では、ペラダンが『至高の悪徳』を書いたのは、バイロイトでワーグナーと知り合った後のこととして書かれているが、一方、ブルデルの『エリック・サティ』では順番が逆で、先に『至高の悪徳』で評判をとっていて、それに注目したワーグナーがバイロイトでペラダンに心酔したことになっている。
6. ↑  兵役でアラスの歩兵第33連隊に入隊していた時期、サティは軍務から逃れるために夜、兵営の庭の隅で裸で立ち続けてわざと気管支炎になり、入院した[5]。入院中にサティが愛読していたのが、フローベールの『サランボー』やペラダンの『至高の悪徳』や『アンドロギュヌス』だった[6]。
7. ↑  カルデアとは、バビロニアの古い名前である。
8. ↑  アンヌ・レエ『エリック・サティ』p.36では「サール・メロダク」を授けられて、そう名乗ったと書かれている。
9. ↑  後にナビ派の庇護者になる人物。
10. ↑  ブルデル『エリック・サティ』p.145では「タンプルと聖杯の薔薇十字教団」。
11. ↑  1891年、サティはペラダンの戯曲『ビザンチンの王子』のために独唱・合唱・オーケストラのための音楽を書いた[10] (ただし、1892年作曲と書く文献もある[11])。その中の1曲で、1968年にロベール・キャビ―の校訂によってピアノ伴奏の歌として出版された[10]。「《軍服敬礼》への讃歌」と訳されることもある[12]。
12. ↑  この絶縁状を書く以前は、Eric Satieの署名を使っていたが、これ以後Erik Satieと書くようになり終生使い続けた[14]。
13. ↑  ルネサンス時代には普通に使われていた和声進行だが、ブリタニアから3度堆積の和声法が大陸側のヨーロッパに伝わると、音感がよくないとの理由から次第に忌避されるようになった。そのため、古典和声法では並行5度とともに禁則になった。
14. ↑  アンヌ・レイによって、『梨の形をした3つの小品』に使われたのはグノシエンヌ第6番である、とかつて主張されたことがあった[19]が、これが事実ではないことは既にわかっている。
15. ↑  ラ・ロシュフーコー伯爵の資金提供のもと[24]、3月10日から4月10日まで同画廊で第1回薔薇十字教団絵画サロンが開催されており、入場数2万2千6百人と多数の入場者数を記録した[22][24]。この「薔薇十字教団展」は、官展に対抗して開催された催し物で3月10日からデュラン＝リュエル画廊で開かれた[25]。
16. ↑  秋山『覚え書』p.428に第3幕冒頭の1ページ (9小節分) の自筆譜が掲載されおり、調性記号はないものの、C (4/4拍子) の記号と小節線が書かれていることを確認できる。